# Opithandra acaulis
Opithandra acaulis là một loài thực vật có hoa trong họ Tai voi. Loài này được (Merr.) B.L. Burtt mô tả khoa học đầu tiên năm 1958.